# 'Til Tuesday
'Til Tuesday est un groupe new wave américain formé en 1982 et dissous en 1988.

## Histoire du groupe
Créé à Boston en 1982, le groupe était constitué de quatre musiciens : Aimee Mann (basse, chant et auteure des textes), Robert Holmes (guitare et chant), Michael Hausman (batterie) et Joey Pesce (claviers). Le groupe se fait remarquer six mois plus tard en remportant un concours musical (Rock 'n' Roll Rumble) organisé par la radio WBCN, et signe peu après un contrat avec Epic Records.
Le premier album de la formation, Voices Carry, sort en 1985 et rencontre immédiatement le succès. Le single du même titre, inspiré par la rupture entre Aimee Mann et Michael Hausman, intègre le top 10 du Billboard Hot 100 et l'album le top 20 du Billboard 200. Le groupe remporte aussi le MTV Video Music Award du meilleur nouveau artiste pour la chanson Voices Carry. Dans le même temps, Aimee Mann entame une relation amoureuse avec l'auteur-compositeur Jules Shear. En 1986, Aimee Mann se joint à une belle brochette d'artistes invités, à savoir les guitaristes Adrian Belew, Nile Rodgers, Rick Derringer, le groupe The Bangles ainsi que le chanteur pianiste Billy Joel, pour le deuxième album studio de la chanteuse américaine Cyndi Lauper True Colours, pour lequel elle fait les chœurs sur la chanson The Faraway Nearby. 
Le deuxième album du groupe, Welcome Home, sort en 1986 mais n'obtient pas le même succès, intégrant de justesse le top 50 du Billboard 200. Pesce quitte le groupe et est remplacé par Michael Montes. L'année suivante, Aimee Mann participe à l'album Hold Your Fire du groupe canadien Rush en faisant les chœurs sur la chanson Time Stands Still. Puis, la même année, Aimee Mann vit une rupture douloureuse avec Jules Shear, événement qui inspire largement l'écriture du troisième album du groupe, Everything's Different Now, qui sort en 1988. L'album est loué par la critique, qui salue la qualité d'écriture d'Aimee Mann, mais est un échec commercial, n'atteignant que la 124e place du Billboard 200. Le groupe se sépare peu après la sortie de l'album.

## Personnel
- Aimee Mann – Chant, basse (1982–1988)
- Robert Holmes – Guitare, chœurs (1982–1988)
- Joey Pesce – Claviers, synthétiseurs, piano, chœurs (1982–1986)
- Michael Montes - Claviers (1987-1988)
- Michael Hausman – Batterie, percussion (1982–1988)

## Discographie

### Singles
- Voices Carry (1985)
- Looking Over My Shoulder (1985)
- Love in a Vacuum (1985)
- What About Love (1986)
- Coming Up Close (1987)
- (Believed You Were) Lucky (1988)
- Rip in Heaven (1988)

## Collaborations
- 1986 : True Colours de Cyndi Lauper - Aimee Mann Chœurs sur The Faraway Nearby
- 1987 : Hold Your Fire de Rush - Aimee Mann Chœurs sur Time Stands Still